# Sam Kerr
Samantha May Kerr, més coneguda com a Sam Kerr   (East Fremantle, 10 de setembre de 1993) és una jugadora professional de futbol australiana que juga com a davantera del Chelsea a la FA Women's Super League i a l'equip nacional de futbol femení d'Austràlia (les Matildas), que també és capitana. A partir del 2021, Kerr és la màxima anotadora de tots els temps a la National Women's Soccer League (NWSL) als Estats Units i fins a la temporada 2020-21, va mantenir el rècord a la W-League d'Austràlia. És l'única jugadora de futbol que ha guanyat la Bota d'Or en tres lligues diferents i tres continents diferents: la W-League (Àsia) el 2017-18 i 2018-19, la NWSL (Amèrica del Nord) el 2017, 2018, 2019. i el FAWSL (Europa) el 2020–21.
Kerr va començar la seva carrera als 15 anys amb el Perth Glory, on va jugar del 2008 al 2012, abans de traslladar-se al Sydney FC. El 2013, es va unir al Western New York Flash per a la temporada inaugural de la NWSL i va ajudar a liderar l'equip per guanyar l'escut NWSL. Més tard va jugar al Sky Blue FC i al Chicago Red Stars a la mateixa lliga. El 2019, Kerr va indicar el seu interès per jugar a Europa i després d'haver presentat múltiples ofertes de clubs com l'Olympique de Lió, Kerr finalment va signar amb el Chelsea, guanyant títols de la Superlliga femenina consecutives en les seves dues primeres temporades amb el Chelsea. A més va ajudar l'equip a arribar a la final de la UEFA Women's Champion's League per primera vegada el 2021.
Kerr va ser guardonada amb la Medalla Julie Dolan 2017 i 2018 com a millor jugadora d'Austràlia, ha rebut cinc vegades el Premi a la Futbolista de l'Any de la PFA, el 2013, 2017, 2018, 2019 i 2022, i va ser nomenada Jugadora Internacional de l'Any per la Football Media Association el 2013 i el 2014. Va rebre el Premi ESPY a la Millor Internacional Futbolista femenina el 2018, 2019 i 2022, i va ser nominada el 2021. També va guanyar el Premi ESPY al Millor jugador de futbol de la NWSL el 2019, i va ser nominada per al premi el 2018. L'any 2022 i el 2023, Kerr va ser guardonada com a Futbolista de l'any de la FWA. Va ser la primera i l'única futbolista australiana a ser nominada a la llista final de la Pilota d'Or Femenina el 2022, i una de les dues úniques jugadores (al costat de la internacional francesa Wendie Renard) que han estat nominades en totes les edicions del premi des de la seva creació el 2018, classificant-se 5a, 7a, 3a, 3a i 2a respectivament. També ha estat preseleccionada com a Millor jugadora de la FIFA constantment des del 2017, classificant-se
10a, 9a, 11a, 7a i 2a, respectivament entre 2017 i 2021. Kerr també ha estat nominada al premi Futbolista de l'any de la BBC del 2018 al 2022 i ha estat nomenada entre les 10 millors de la llista de 100 de The Guardian de 2017 a 2023, classificant-se 3a, 2a, 1a, 6th, 3a, 3a, i 2a, respectivament.